# Marcus Smallwood
Marcus Smallwood (* 19. Februar 1982 in Elgin (Illinois)) ist ein ehemaliger US-amerikanischer Basketballspieler.

## Laufbahn
Smallwood beendete seine vierjährige Zeit an der Northern Illinois University 2004 als elftbester Korbschütze (1276 Punkte) und sechstbester Rebounder (843 Rebounds) in der Geschichte der Hochschulmannschaft. Seine 145 geblockten Würfe waren der zweitbeste Wert.
Seine Laufbahn als Berufsbasketballspieler begann bei Astoria Bydgoszcz. Für den polnischen Erstligisten bestritt der 1,98 Meter messende Flügelspieler in der Saison 2004/05 vier Einsätze mit Mittelwerten von 9 Punkten sowie 9,5 Rebounds, ehe er nach Finnland weiterzog. Für Pyrbasket Tampere erzielte er in sechs Erstligaspielen im Schnitt 13,5 Punkte sowie 10,8 Rebounds. Auch in Tampere blieb es bei einem Kurzengagement, ebenso in Schweden bei den Solna Vikings, für die er einen Monat spielte, dann in die Vereinigten Staaten zurückkehrte und sich im Frühjahr 2005 der Mannschaft Windy City Dawgs in der US-Liga International Basketball League (IBL) anschloss.
In der Saison 2005/06 stand Smallwood bei Forssan Koripojat in der zweiten finnischen Liga unter Vertrag und kam dort in 26 Spielen auf 19,7 Punkte sowie 11,1 Rebounds je Begegnung. Er blieb anschließend zwei Jahre in seinem Heimatland, arbeitete als Handelsmakler und spielte zeitweise für die Elgin Racers in der IBL. 2008 unterschrieb er einen Vertrag beim deutschen Zweitligisten Saar-Pfalz Braves, nachdem er auf eigene Faust nach Frankfurt am Main gereist war, um sich bei einem Sichtungsturnier zu empfehlen. Er blieb bis 2010 bei den Pfälzern, vom Fachportal eurobasket.com wurde Smallwood im Anschluss an die Saison 2009/10 als bester Flügelspieler der 2. Bundesliga ProA ausgezeichnet. In der Spielzeit 2010/11 stand er in derselben Liga zunächst bei den Cuxhaven BasCats unter Vertrag. Bei den Niedersachsen war er Mannschaftskapitän und erzielte pro Spiel 12,6 Punkte sowie 10,9 Rebounds. Ende November 2010 bat er in Cuxhaven um die Vertragsauflösung, um zum Staffelkonkurrenten VfL Kirchheim Knights zu wechseln, was in Cuxhaven für Enttäuschung und Unverständnis sorgte. In Kirchheim wurde er bis zum Ende der Saison 2010/11 in 20 Zweitligaspielen eingesetzt, mit 15,7 Punkten, 10,8 Rebounds und 2,1 Blocks pro Partie erzielte er Spitzenwerte. Bei den Rebounds war er ligaweit führend, bei den geblockten Würfen stand er auf dem zweiten Platz der Ligarangliste.
Im Vorfeld der Saison 2011/12 wurde Smallwood vom Mitteldeutschen BC (damals ebenfalls 2. Bundesliga ProA) unter Vertrag genommen. Ende November 2011 kam es zwischen der Mannschaft und dem US-Amerikaner zur Trennung, mit 6,5 Punkten und 4,8 Rebounds im Durchschnitt war er hinter den Erwartungen der MBC-Mannschaftsleitung zurückgeblieben. Smallwood wechselte daraufhin zu Sigal Prishtina in den Kosovo, kehrte aber bereits Mitte Dezember 2011 nach Deutschland zurück und unterschrieb einen Vertrag beim damaligen Drittligisten SC Rasta Vechta.
In der Saison 2012/13 stand er wieder in Diensten der VfL Kirchheim Knights in der 2. Bundesliga ProA. Nach einem kurzen Abstecher nach Tschechien zu BK Jindrichuv Hradec zu Beginn des Spieljahres 2013/14 verstärke Smallwood ab November 2014 die BIS Baskets Speyer in der 2. Bundesliga ProB. Er blieb dort bis zum Ende der Saison 2014/15, in welcher er mit Mittelwerten von 17,8 Punkten und 12,8 Rebounds geglänzt hatte.
In der Saison 2015/16 stand Smallwood bei der BG Karlsruhe in der 2. Bundesliga ProB unter Vertrag. Er bestritt 24 Spiele für die BG (12,7 Punkte, 9,6 Rebounds/Spiel). Mitte November 2016 vermeldete Drittligist Scanplus Baskets Elchingen Smallwoods Verpflichtung, der Vertrag wurde aber wenige Tage später wieder aufgehoben, da der US-Amerikaner die sportärztliche Untersuchung nicht bestand.